# Anteo Zamboni
(Sul diario di Anteo Zamboni)
Anteo Zamboni (Bologna, 1º febbraio 1911 – Bologna, 31 ottobre 1926) è stato un anarchico italiano, presunto autore di un fallito attentato contro Benito Mussolini.
Morì a 15 anni linciato dagli squadristi, poco dopo il tentativo di uccidere Mussolini. L'episodio provocò un inasprimento della dittatura e la chiusura di alcuni giornali d'opposizione. Non sono ancora stati chiariti i motivi del gesto di Zamboni: la memoria collettiva lo ricorda come giovane anarchico, proveniente da famiglia di anarchici, anche se (come già da tempo suo padre Mammolo) era da tutti considerato un simpatizzante del regime.

## Biografia
Figlio di Viola Tabarroni (1886-1972) e Mammolo Zamboni (1882-1952), tipografo ex-anarchico divenuto collaborazionista del fascismo per ragioni economiche (sopravviveva stampando i fogli di propaganda della sezione bolognese del Partito Nazionale Fascista), era fratello minore di Assunto e Lodovico ed era lontano discendente del patriota Luigi Zamboni. Registrato all'anagrafe, alla nascita, con il nome di Ateo, in onore alle idee antireligiose di suo padre Mammolo, venne successivamente rinominato legalmente con quello di mitologica reminiscenza di Anteo solo al momento dell'iscrizione alla scuola elementare, in seguito anche a un riavvicinamento del padre al cristianesimo. Di carattere solitario e taciturno, in famiglia veniva soprannominato il Patata, sembra per via della sua presunta scarsa intelligenza.

### L'attentato
La sera di domenica 31 ottobre 1926, quarto anniversario della sua nomina a primo ministro in seguito alla marcia su Roma, Mussolini si trovava a Bologna, dove si era recato il giorno prima per inaugurare lo stadio Littoriale. Alla fine delle celebrazioni, il duce venne accompagnato verso la stazione a bordo di un'automobile scoperta, guidata da Leandro Arpinati. Alle 17:40 il corteo aveva raggiunto l'angolo tra via Rizzoli e via dell'Indipendenza. Anteo Zamboni, fattorino nella tipografia del padre, era in questa via, appostato tra la folla sotto il primo arco di portico e mentre l'automobile rallentava per svoltare, sparò contro Mussolini, mancandolo.
Il maresciallo Francesco Burgio, presente all'attentato, testimoniò:
(Dalla testimonianza del maresciallo maggiore Francesco Burgio)

Bologna 31 ottobre, Mussolini poco prima dell'attentato di Zamboni

Il proiettile aveva seguito una traiettoria dall'alto verso il basso: colpì il cordone dell'Ordine dei Santi Maurizio e Lazzaro che Mussolini indossava a tracolla, perforò il bavero della giacca del Duce, attraversò il cappello a cilindro del sindaco Umberto Puppini (che questi teneva sulle ginocchia) e si conficcò nell'imbottitura della portiera dell'automobile.

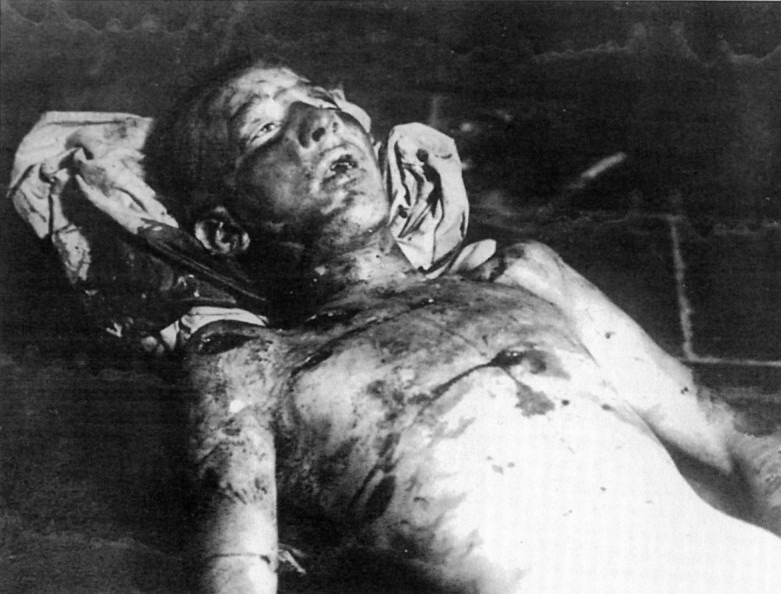
Il corpo di Anteo Zamboni dopo il linciaggio

In reazione a tale gesto, gli squadristi di Leandro Arpinati (fra i quali Arconovaldo Bonacorsi) e gli arditi milanesi capitanati da Albino Volpi si gettarono sullo studente quindicenne e lo linciarono. Il tenente del 56º fanteria che per primo individuò e bloccò il giovane attentatore fu Carlo Alberto Pasolini, il padre del futuro regista e scrittore Pier Paolo. Il papa Pio XI condannò l'attentato definendolo come: "criminale attentato il cui solo pensiero ci rattrista...e ci fa rendere grazie a Dio per il suo fallimento".
Il giovane Zamboni venne in seguito sepolto nel Cimitero monumentale della Certosa di Bologna.

## Indagini e processo
Le indagini di polizia si svolsero inizialmente negli ambienti squadristi bolognesi, ipotizzando in un primo tempo un coinvolgimento di capisquadra locali come Arpinati (quest'ultimo, anch'egli ex anarchico, era amico di Mammolo Zamboni), ma non diedero alcun risultato. Un'ulteriore indagine sollecitata dal Ministero dell'Interno fu svolta ancora dai magistrati del Tribunale Speciale per la sicurezza dello Stato.
Questa nuova inchiesta vide coinvolti Roberto Farinacci e i suoi seguaci: il ras di Cremona, all'epoca caduto in disgrazia, fu indiziato come un possibile mandante. Secondo Brunella Dalla Casa (che guida l'Istituto per la storia della Resistenza) questi sospetti avevano qualche fondatezza maggiore rispetto a quelli che erano caduti su Arpinati, ma appena si profilò l'ipotesi del complotto fascista, le autorità imposero di non indagare ulteriormente, viste le gravi ripercussioni che ciò avrebbe avuto sull'opinione pubblica.
A quel punto si concluse che l'attentato era stato opera di un elemento isolato. Tuttavia, le testimonianze discordanti dei presenti (tra cui quella dello stesso Mussolini) e i dubbi suscitati dal fatto che un ragazzo quindicenne avesse maturato da solo un gesto del genere, portarono a ipotizzare una presenza sulla scena del crimine del fratello maggiore di Anteo (Lodovico), nonché la corresponsabilità di Mammolo e della zia di Anteo, Virginia Tabarroni, come ispiratori dell'attentato. Fu provato che Lodovico non poteva essere presente al fatto, dal momento che si trovava a Milano ed era rientrato a Bologna solo nella tarda serata del 31 ottobre. Ma il Tribunale Speciale insistette con accanimento sull'ipotesi del complotto familiare, basando l'accusa unicamente sui trascorsi anarchici di Mammolo. Nel 1932 il presidente del Tribunale Speciale Guido Cristini ammise in un colloquio privato di aver condannato entrambi "pur essendo innocenti. Perché così gli era stato ordinato dal Duce". Per queste parole Cristini fu costretto a rassegnare le dimissioni.

I procedimenti penali condannarono a 30 anni di prigione Mammolo Zamboni e Virginia Tabarroni per aver comunque influenzato il giovane nelle sue scelte. Lodovico e Assunto, i due fratelli maggiori di Anteo, anche se assolti dalle responsabilità dirette nel fatto, furono condannati a cinque anni di confino in quanto elementi potenzialmente pericolosi, rispettivamente a Ponza e a Lipari. Pochi anni dopo (24 novembre 1932) Mussolini decise di graziare i due condannati.
All'origine della decisione ci fu un intervento di Leandro Arpinati (all'epoca sottosegretario all'interno), che affrontò il Duce sostenendo la causa dei familiari di Anteo. Probabilmente ebbe peso anche una complessa vicenda di spionaggio al cui centro stava il fratello Assunto.
Quest'ultimo si era rifugiato in Svizzera il 10 maggio 1931, dove entrò subito in contatto con gli ambienti antifascisti: lavorava presso la redazione di «Libera stampa», il giornale socialista ticinese. Poi, convinto dalla spia dell'OVRA Graziella Roda a cambiare fronte, svolse per breve tempo attività di delatore denunciando alcuni suoi compagni.
Mammolo Zamboni, che negli anni del processo e della detenzione aveva sempre proclamato l'innocenza di Anteo e l'estraneità assoluta di tutta la famiglia alla vicenda, nel secondo dopoguerra sostenne invece che la paternità dell'attentato era del figlio, il quale aveva agito "con pieno senso di responsabilità". A chi gli chiese il motivo di questo cambiamento di opinione, rispose che l'aver sostenuto l'innocenza di Anteo era stato, durante il procedimento giudiziario, l'unico modo per scagionare se stesso e la famiglia.
Mussolini ebbe modo di condannare il linciaggio di Zamboni con queste parole:
(Benito Mussolini)
Dopo il fallito attentato del 31 ottobre 1926, il Duce tornò a visitare ufficialmente Bologna solo dieci anni dopo, il 24 ottobre 1936.

## Le conseguenze politiche
Poco dopo l'attentato il governo varò un duro giro di vite con la promulgazione delle "Leggi per la difesa dello Stato". La nuova legislazione prevedeva lo scioglimento di tutti i partiti politici, la decadenza dei 123 deputati aventiniani, l'istituzione del Tribunale Speciale per la Difesa dello Stato, l'istituzione della pena capitale, la creazione degli Uffici politici investigativi (UPI) della MVSN e l'istituzione del confino.

## Le due ipotesi sull'attentato
È stata ipotizzata una complessa dinamica dell'attentato diversa da quella comunemente accettata e affermata dalle indagini. Questa prende in considerazione i legami che esistevano fra Zamboni e Leandro Arpinati, sostenendo che dietro il gesto vi fosse un complotto di potere interno al fascismo, tra l'ala del fascismo intransigente legato a Roberto Farinacci e quello normalizzatore sostenuto da altri gerarchi. La tesi cospirazionista prevede quindi che il gesto sia stato compiuto da altri, che avrebbero fatto cadere la colpa sul giovane anarchico, grazie a uno scambio di persona più o meno premeditato.
A sostegno di questa ipotesi ci sono le testimonianze contraddittorie sulla fisionomia e l'abbigliamento dello sparatore, nonché la presenza sul luogo dell'attentato dello squadrista friulano Mario Cutelli, un violento sicario simpatizzante della fronda farinacciana. Inoltre, diversi testimoni dichiararono che Farinacci (l'unico gerarca non invitato ufficialmente alle celebrazioni) era presente a Bologna in quei giorni: lo avevano riconosciuto aggirarsi, per lo più solo e accigliato, nel centro della città.
La tesi assolutoria di Zamboni viene ripresa nella trama di Film d'amore e d'anarchia, diretto da Lina Wertmüller: nel film la prostituta Salomè (interpretata da Mariangela Melato) racconta di come la pistola fu gettata ai piedi dell'incolpevole Zamboni, che divenne vittima del linciaggio dei fascisti. Una variante di questa ipotesi vuole Anteo Zamboni come l'esecutore effettivo del fatto, dietro istigazione di mandanti che avrebbero anche ordinato il suo linciaggio, al fine di mettere a tacere per sempre chi avrebbe potuto smascherarli.
Secondo Renzo De Felice, le due ipotesi più probabili (il gesto isolato di Anteo e il complotto maturato in seno al dissidentismo farinacciano) si bilanciano in modo tale che è difficile propendere per l'una o per l'altra. Lo storico si dichiara pessimista sulla possibilità di giungere a una certezza definitiva sul caso, che secondo lui è destinato a rimanere uno degli episodi oscuri del ventennio fascista.
Brunella Dalla Casa dedica nel suo saggio molto spazio all'ipotesi del complotto farinacciano. Tuttavia, proprio nell'ultima pagina del libro decide di avvalorare (col beneficio del dubbio) la tesi dell'azione isolata di Anteo Zamboni, ancorché clamorosa e imprevedibile da parte di tutti. Dalla Casa riprende le ultime riflessioni di Giovanni De Luna e di Pier Carlo Masini, entrambi propensi ad attribuire al ragazzo il misterioso colpo di pistola che avrebbe segnato la storia del paese.
Secondo Roberto Gremmo, la tesi del "complotto fascista" venne messa in giro dagli ambienti del fuoriuscitismo antifascista vicini a Gaetano Salvemini, seppur in realtà come dimostrato da Dalla Casa esse iniziarono a circolare già all'indomani dell'attentato date le forti incongruenze tra le testimonianze raccolte. In realtà per Gremmo sarebbe altrettanto probabile la tesi ufficiale dell'epoca che il gesto del ragazzo possa essere stato istigato realmente dal padre e/o dalla zia, graziati in seguito da Mussolini per la collaborazione dell'altro figlio di Mammolo con l'OVRA, dopo che costui, fuoriuscito a sua volta, si era innamorato di una spia della polizia segreta fascista. Gli Zamboni infatti sarebbero stati in contatto con alcuni gruppi di fuoriusciti vicini a Carlo Rosselli e a Randolfo Pacciardi che tramavano azioni terroristiche contro il fascismo in Italia e all'estero. La collaborazione di Assunto Zamboni con l'OVRA sarebbe all'origine della grazia concessa da Mussolini al padre e alla zia del giovane attentatore.

## Riconoscimenti
Ad Anteo Zamboni, personaggio che fa parte di quella che Palmiro Togliatti definì "Resistenza silenziosa", sono dedicate a Bologna una via vicino alle mura nei pressi della zona universitaria e una lapide in Piazza del Nettuno. La lapide non è posta nel luogo dell'attentato (il primo arco di portico di via dell'Indipendenza), ma nel punto in cui il corpo martoriato del ragazzo fu abbandonato dopo il linciaggio (l'angolo del Palazzo Comunale tra Piazza del Nettuno e via Ugo Bassi).
La tomba di Anteo Zamboni, restaurata dagli studenti dell'Accademia nel 2019, si trova di fronte al Monumento Ossario ai caduti partigiani, nel Campo Ospedali della Certosa di Bologna.